# Highland Park (New Jersey)
Highland Park is een plaats (borough) in de Amerikaanse staat New Jersey, en valt bestuurlijk gezien onder Middlesex County.

## Demografie
Bij de volkstelling in 2000 werd het aantal inwoners vastgesteld op 13.999.
In 2006 is het aantal inwoners door het United States Census Bureau geschat op 14.175, een stijging van 176 (1,3%).

## Geografie
Volgens het United States Census Bureau beslaat de plaats een oppervlakte van
4,8 km², geheel bestaande uit land.

## Geboren
- Willie Garson (1964-2021), acteur

## Plaatsen in de nabije omgeving
De onderstaande figuur toont nabijgelegen plaatsen in een straal van 8 km rond Highland Park.